# الشناظف (مذيخرة)

تعديل مصدري - تعديل

الشناظف محلة تابعة لقرية حزة، التابعة لعزلة حزة بمديرية مذيخرة إحدى مديريات محافظة إب في الجمهورية اليمنية، بلغ تعداد سكانها 102 حسب تعداد اليمن لعام 2004.